# ディリンガム国勢調査地域
座標: 北緯59度57分 西経158度26分 / 北緯59.950度 西経158.433度
ディリンガム国勢調査地域（ディリンガムこくせいちょうさちいき、英語: Dillingham Census Area）は、アメリカ合衆国アラスカ州非自治郡の国勢調査地域。州南西部に位置し、ブリストル湾に面している。最大都市はディリンガム。人口は4,856人（2020年国勢調査）。

## 地理
アメリカ合衆国国勢調査局によると、面積は20,915平方マイル (54,170 km2)で、そのうち陸地は18,569平方マイル (48,090 km2)、水域は2,346平方マイル (6,080 km2)、割合は11.2パーセントである。
南をベーリング海と接する。

### 隣接する行政区画
- ベセル国勢調査地域 - 西から北にかけて
- レイクアンドペニンシュラ郡 - 東
- ブリストルベイ郡 - 南東

## 歴史

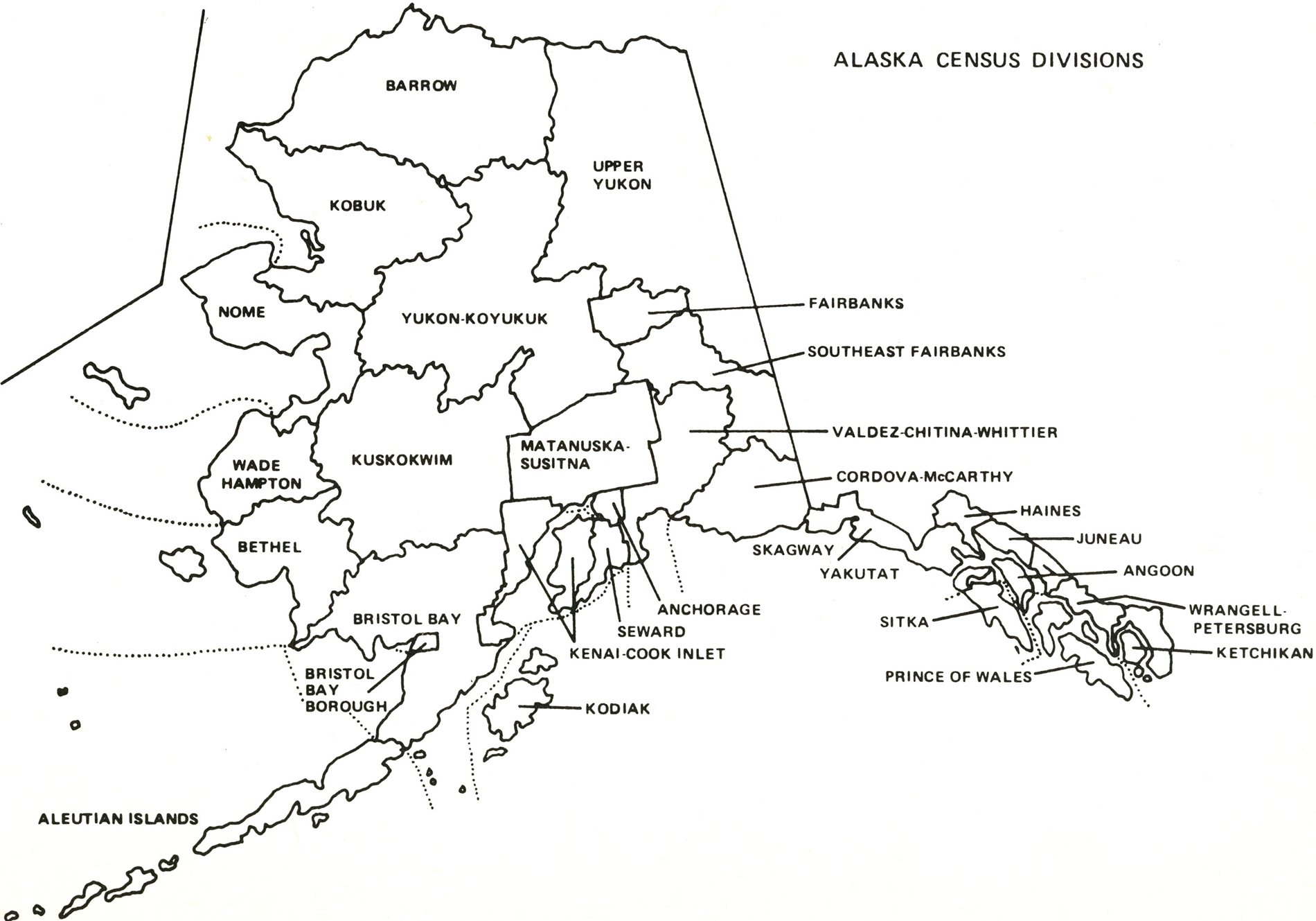
1970年の国勢調査区

1960年の国勢調査では、ブリストルベイ選挙区（Bristol Bay Election District）と呼ばれた。1962年、ナクネクおよびキングサーモン周辺がブリストルベイ郡として分離した。1970年の国勢調査では引き続きブリストルベイ国勢調査区（Bristol Bay Division）を名乗った。
1980年の国勢調査に合わせ、ディリンガム国勢調査地域となった。

## 住民
2020年国勢調査によると人口は4,857人で、アラスカ州では19番目に多い。人種別だとアラスカ先住民が7割を占める。
| 人種 / 民族 (NH = 非ヒスパニック)               | 人口 2010 | 人口 2020 | % 2010  | % 2020  |
| ----------------------------------------------- | --------- | --------- | ------- | ------- |
| 白人 (NH)                                       | 855       | 770       | 17.64%  | 15.85%  |
| アフリカ系アメリカ人 (NH)                       | 11        | 19        | 0.23%   | 0.39%   |
| ネイティブ・アメリカンおよびアラスカ先住民 (NH) | 3,431     | 3,412     | 70.79%  | 70.25%  |
| アジア系アメリカ人 (NH)                         | 32        | 45        | 0.66%   | 0.93%   |
| 太平洋諸島系 (NH)                               | 6         | 9         | 0.12%   | 0.19%   |
| その他の人種 (NH)                               | 1         | 7         | 0.02%   | 0.14%   |
| 混血 (NH)                                       | 410       | 449       | 8.46%   | 9.24%   |
| ラテン系アメリカ人（ヒスパニック）              | 101       | 146       | 2.08%   | 3.01%   |
| 合計                                            | 4,847     | 4,857     | 100.00% | 100.00% |

## 都市

### 市
- アレクナギク（英語版）
- クラークズポイント（英語版）
- ディリンガム（英語版）
- Ekwok
- マノコタク（英語版）
- New Stuyahok
- Togiak

### 国勢調査指定区域
- Koliganek
- ポーテージクリーク（英語版）
- ツインヒルズ（英語版）

### 非法人コミュニティ
- Ekuk
- Nushagak

### ゴーストタウン
- Agivavik